# Ryś (herb szlachecki)

Ryś, Bąkowski I, Jackowski III, według Ostrowskiego Bąkowski albo Ryś II

Ryś (Bąkowski, Jackowski, Nostycz-Bąkowski, Nostycz-Jackowski, Nostitz-Jackowski, Pantera) – polski herb szlachecki, używany przez kilkanaście rodzin, głównie z terenu Pomorza (Kaszuby). Znany głównie jako herb Bąkowskich i Jackowskich, występował w wielu wariantach. Wśród heraldyków istnieją rozbieżności co do tego, jak powinna wyglądać podstawowa wersja tego herbu.

## Opis herbu
Opis z wykorzystaniem zasad blazonowania, zaproponowanych przez Alfreda Znamierowskiego. Nazewnictwo i wizerunki, jeśli nie wskazano inaczej, pochodzą od Przemysława Pragerta.
Według Przemysława Pragerta, podstawowa wersja herbu wyglądać powinna następująco (Ryś, czyli Bąkowski I, Pantera, Jackowski III): 
W polu błękitnym ryś biegnący, patrzący w tył, w koronie złotej. W klejnocie nad hełmem w koronie trzy lilie srebrne na gałązkach zielonych, skrajne z dwiema parami listków, środkowa z krótszą łodyżką i jedną parą listków, osadzona na gwieździe złotej. Labry błękitne podbite srebrem.
Z taką rekonstrukcją herbu Ryś zgadzali się Adam Boniecki i Kasper Niesiecki. Tadeusz Gajl uważa, że jest to osobny herb, odmiana Rysia - Bąkowski. Gajl interpretuje tutaj zapis, jaki dał Juliusz Karol Ostrowski, który też opisał herb Bąkowski jako osobny herb, pisząc jednak Bąkowski czyli Ryś. Ostrowski przytacza podobny herb, ale z polem czerwonym (jako Ryś II).
Ryś odmienny, Bąkowski Ia, Nostycz-Bąkowski, Jackowski IIIa, Nostycz-Jackowski: Ryś niesie na piersi serce czerwone z rogami złotymi, biegnie po murawie zielonej, na gwieździe w klejnocie trzy lilie błękitne w wachlarz.
Jest to wariant pochodzący od Dachnowskiego (Herbarz szlachty Prus Królewskich) i Kosińskiego (Szlachta pruska podług rękopismu z 1671...).
Ryś odmienny, Bąkowski Ib, Jackowski IIIb: Jak wariant I, ale pole srebrne (mimo to labry z wierzchem błękitnym), lilie błękitne.
Tak miał wyglądać herb Ryś według Chrząńskiego (Tablice odmian). Wariant taki wzmiankuje też Dachnowski. Bagmihl (Pomersches Wappenbuch) wymienia podobny herb, z tym, że wspięty ryś trzyma serce z rogami czarno-białymi w lewej łapie.
Ryś odmienny, Bąkowski II, Pantera, Jackowski II: Pole czerwone, murawa, zwierzę srebrne, patrzące w prawo, w klejnocie same trzy lilie heraldyczne, labry czerwone podbite złotem.
Jest to wariant herbu Ryś według Piekosińskiego, wymienia go również Dachnowski oraz Lubinus. Ostrowski podaje podobny herb (bez barw) jako Ryś V.
Ryś odmienny, Bąkowski IIa, Jackowski Ia: Ryś kroczący, patrzy w prawo.
Wizerunek herbu z Nowego Siebmachera. Podobny herb podaje Bagmihl, ale zwierzę biegnie i nie ma korony.
Ryś odmienny, Bąkowski IIb, Jackowski IIb: Ryś patrzy na wprost, srebrny, w klejnocie gwiazda złota, na każdym jej rogu, oprócz dolnego, po lilii heraldycznej błękitnej.
Według Ostrowskiego jest to podstawowa wersja herbu Ryś (Ryś I), w co powątpiewa Pragert. Wykładnię tę przyjął także Tadeusz Gajl. U Ostrowskiego podobny herb figuruje jako Jackowski, z tym, że ryś jest naturalny i kroczący.
Ryś odmienny, Bąkowski III, Pantera, Jackowski I: W polu błękitnym ryś wspięty, ukoronowany. Klejnot: nad hełmem bez korony gwiazda złota, nad którą trzy lilie błękitne w wachlarz.
Jeden z wariantów przytaczanych przez Bagmihla.
Ryś odmienny, Bąkowski IIIa, Jackowski Ia: Jak poprzedni, ale ryś naturalny, bez korony, w klejnocie lilie srebrne na łodyżkach z listkami.
Jeden z wariantów przytaczanych przez Bagmihla i Nowego Siebmachera. Ostrowski podaje ten herb jako Ryś IV.
Ryś odmienny, Bąkowski IIIb, Jackowski Ib: W polu błękitnym ryś srebrny, wspięty, patrzący na wprost. W klejnocie pół rysia jak w godle.
Jest to wariant wymieniany przez Ostrowskiego (jako Ryś III), rzekomo za Siebmacherem, chociaż Pragert twierdzi, że herbu takiego u Siebmachera nie ma.
Ryś odmienny, Bąkowski IIIc: Zwierzę to lew, lampart lub ryś, patrzący wprost, między dwiema gwiazdami złotymi.
Jest to wariant wymieniany w Nowym Siebmacherze.
Bąkowski IV, Jackowski IV: W polu gwiazda, na której trzy lilie naturalne na potrójnej łodydze ulistnionej. W klejnocie samo godło. Barwy nieznane.
Jest to wariant wymieniany przez Piekosińskiego. Widać, że jest to powtórzenie klejnotu właściwego herbu w tarczy.

## Najwcześniejsze wzmianki
Juliusz Karol Ostrowski twierdzi, że herb pochodzi z XVI wieku. Według Pragerta, najstarsze pieczęcie pochodzą z XVII wieku (na nich herb podobny do Bąkowskiego II vel Jackowskiego II). Herb znalazł się też na mapie Pomorza Lubiniusa z 1618 roku (sub Jatzcowen, podobny do Bąkowskiego III vel Jackowskiego I). Znana jest pieczęć z 1614 roku Clausa von Jatzkow (tutaj herb podobny do Bąkowskiego III vel Jackowskiego I, ale ryś biegnie, a lilie na łodygach). Herb wymieniają ponadto herbarze Niesieckiego, Siebmachera, Bagmihla, Ostrowskiego i Tablice odmian Chrząńskiego.

## Herbowni
Nazwiska kaszubskie, wymieniane przez Pragerta: Bąkowski (Bankau, Bonkowski, Bontkowski), Choczewski, Jackowski (Jackau, Jackow, Jaczkaw, Jatzcow, Jatzkau, Jatzkaw, Jatzkow), Tokarski, Zwartowski. Rodziny Bąkowskich i Jackowskich używały ponadto przydomków Nostitz, Nostycz.
Nazwiska inne, wymieniane przez Tadeusza Gajla: Algmin, Banko, Bańkowski, Drzewicki, Drzewiecki, Jankowski, Kobierski, Kudziński, Lanckoroński, Landsberg, Langmin, Langnau, Laugmin, Laugwicz, Lipowski, Rysiewicz.
Według Uruskiego, Karol Kudziński, syn Jana, został wylegitymowany z herbem Ryś w guberni kowieńskiej w 1799. Ten sam autor podaje, że gałąź pomorskich Bąkowskich, osiadła na Litwie w XVII wieku, miała przyjąć nazwisko Bańkowski.

## Rodziny Bąkowski i Jackowski
Jackowscy to stara rodzina, żyjąca w ziemi lęborskiej. Nazwisko przybrali od wsi Jackowo. Wymieniani w dokumentach już od XIV wieku (Wojciech z Jackowa, 1377). W XVII-XVIII wieku gałąź osiadła na polskim Pomorzu przybrała przydomek Nostycz. Jackowscy posiadali wiele dóbr: Biebrowo, Sasino, Zwartowo, Borkowo, Bargędzino, Kierzkowo, Przebędowo, Choczewo, Łętowo, Gniewino i Gniewinko, Dziechlino, Pogorszewo a także działy miejscowości Gardkowice, Jęczewo, Lisewo. Gałąź lęborska rodu wygasła w drugiej połowie XVIII wieku. Jackowscy przybierali też nazwiska od innych wiosek, dając początek Bąkowskim (od Bąkowa pod Gdańskiem) i Zwartowskim. Pragert nie wyklucza też pochodzenia od Jackowskich rodziny Tokarskich, również z polskich Kaszub, oraz rodziny Janicz, która używała odmiany herby Ryś.
Przydomek Nostycz tradycja rodzinna, którą przyjęli Dachnowski, Niesiecki i Bagmihl, przypisuje rycerzowi von Nostitz, który miał poślubić ostatnią z rodziny Jackowskich i przyjąć jej nazwisko. Fakt ten ma odzwierciedlać umieszczenie godła z herbu Nostitz na piersi rysia.
Wywodząca się od Jackowskich rodzina Bąkowskich sama licznie się rozrodziła i posiadała liczne dobra, początkowo w powiecie gdańskim (Żuława Wielka), a potem świeckim (Sartowice), natomiast w XVIII-XIX wieku głównie w ziemi chełmińskiej: Grodziczno, Iwanki, Linowiec, Ostaszewo, Rynek, Trzcin. Na Kaszubach piastowali jednak w tym okresie liczne urzędy.